# Takashi Sugimura
Takashi Sugimura (japonès: 杉村 隆)  (Tòquio, 20 d'abril de 1926 - Tòquio, 6 de setembre de 2020) va ser un bioquímic japonès, famós per la investigació sobre carcinògens químics. Va rebre el Premi Japó per la contribució a l'establiment d'un concepte fonamental sobre les causes del càncer. Va ser elegit president de l'Acadèmia del Japó el 15 d'octubre de 2013, on es va mantenir al càrrec fins al 2016, quan va ser substituït per Hiroshi Shiono.

## Biografia
Sugimura va completar el seu doctorat el 1949 a la Facultat de Medicina de la Universitat de Tòquio i va rebre el títol de Doctor en Ciències Mèdiques el 1957 per la mateixa institució. Després de la seva beca postdoctoral a l'Institut del Càncer, la Fundació Japonesa per a la Investigació del Càncer, es va convertir en cap de la divisió de bioquímica de l'Institut d'Investigació del Centre Nacional del Càncer de Tòquio el 1962, on va exercir de president del 1984 a 1991. A més, va ser professor de l'Institut de Ciències Mèdiques de la Universitat de Tòquio de 1970 a 1985 i president de la Universitat de Toho de 1994 a 2000. Va ser membre de l'acadèmia de l'Associació Americana per a la Investigació del Càncer (AACR), membre honorari de l'Associació Japonesa del Càncer i també president emèrit del Centre Nacional del Càncer.

## Contribucions
Sugimura va aïllar i va identificar molts mutàgens amb una estructura d'amina heterocíclica d'aliments cuinats en condicions normals. Va demostrar que els tumors induïts per aquestes amines heterocícliques tenien alteracions genètiques. Va desenvolupar encara més els seus estudis per analitzar la carcinogènesi en múltiples passos a nivell molecular per promoure una prevenció primària eficaç del càncer. El seu grup va identificar el nou polímer poli (ADP-ribosa) i va demostrar la presència de l'enzim poli ADP ribosa polimerasa (PARP). També va descobrir l'enzim catabòlic relacionat, la poli (ADP-ribosa) glicohidrolasa (PARG) i va dilucidar encara més la biologia de la poli (ADP-ribosa). El descobriment de la pierisina, un pèptid apoptogènic que l'ADP-ribosil·la l'ADN, també il·lumina profundament el seu caràcter científic i la seva curiositat.

## Reconeixement
Sugimura va rebre nombrosos premis i honors que inclouen els següents:

### Premis
- 1976 Premi Imperial de l'Acadèmia del Japó
- 1977 Fogarty Scholar in Residence, National Institutes of Health, EUA
- Premi al treball destacat de 1978, Environmental Mutagen Society dels Estats Units
- 1981 Ordre de la Cultura
- 1981 Premi Charles S. Mott
- 1992 Premi Tomizo Yoshida de l'Associació Japonesa contra el Càncer
- 1996 Ordre Nacional del Mèrit (Oficial)
- 1997 Premi Japó[1]

### Honors
- 1982 Associat estranger, l'Acadèmia Nacional de Ciències, EUA
- 1982 Membre de l'Acadèmia japonesa.[8]
- 1987 Membre estranger de la Acadèmia Reial d'Arts i Ciències dels Països Baixos (Divisió de Ciències)[9]
- 1987 Membre estranger de la Reial Acadèmia Sueca de Ciències (Class de Ciències Mèdiques)
- 1994 Associat estranger, Institut de Medicina, Acadèmia Nacional de Ciències, EUA